# Trappola di cristallo
Trappola di cristallo (Die Hard) è un film d'azione statunitense del 1988 diretto da John McTiernan.
Terza opera del regista e girato dopo il successo internazionale ottenuto con Predator, il film segna soprattutto l'avvio della grande carriera di Bruce Willis, fino ad allora protagonista solamente di una famosa serie televisiva statunitense, Moonlighting, e poche altre commedie di discreto profilo (Appuntamento al buio, Intrigo a Hollywood).
Basato sul romanzo Nulla è eterno, Joe (1979), Trappola di cristallo è il primo capitolo di una serie dedicata alle avventure del poliziotto newyorkese John McClane, proseguita con 58 minuti per morire - Die Harder (1990), Die Hard - Duri a morire (1995), Die Hard - Vivere o morire (2007) e Die Hard - Un buon giorno per morire (2013).
In Italia è uscito al cinema il 27 ottobre 1988 distribuito dalla 20th Century Fox, ed è stato riproposto in sala dal 25 agosto 1989 con il titolo A un passo dall'inferno (Trappola di cristallo); successivamente è stato pubblicato per l'home video come Die Hard - Trappola di cristallo.
Nel 2017 è stato scelto per la conservazione nel National Film Registry della Biblioteca del Congresso degli Stati Uniti d'America.

## Trama
John McClane è un poliziotto di New York che giunge a Los Angeles per passare le vacanze di Natale con la moglie Holly e i figli, nonostante la coppia stia vivendo un periodo di crisi matrimoniale. Nel grattacielo Nakatomi, dove lavora la donna, si sta svolgendo un party per le festività natalizie fra i dipendenti della compagnia; all'improvviso irrompe al suo interno un gruppo armato e ben addestrato di criminali tedeschi, guidati dallo spietato Hans Gruber, che provocano alcuni morti tra i presenti. Il loro scopo sarebbe quello di costringere le autorità a liberare alcuni "fratelli della rivoluzione" detenuti nelle carceri di mezzo mondo; in verità l'unico vero obiettivo di Gruber è quello di penetrare nel caveau dell'edificio, dove si trovano 640 milioni di dollari in titoli al portatore.
Al momento dell'assalto, quasi per caso John riesce a non rimanere ostaggio e a rifugiarsi fra gli altri piani del palazzo dove cerca disperatamente di avvisare la polizia per farla giungere in suo soccorso; nell'attesa inizia a far fuori alcuni banditi che nel frattempo si sono accorti della sua presenza, senza però far trapelare la sua identità. Intanto l'edificio viene circondato dagli agenti, che trattano con Hans Gruber, il capo dei presunti terroristi. Il poliziotto all'interno del grattacielo, in contatto via radio con il sergente Al Powell, è sovente coinvolto in scontri nei quali si trova lui solo a fronteggiare gli attentatori e a ridurne il numero, mentre all'esterno i malviventi uccidono diversi poliziotti.
Harry Ellis, un collega di Holly che non disdegna anche di farle la corte, dice che è un grande amico di colui "che ha rotto le uova nel paniere" (ossia John), ma Gruber, che non conta molto della sua parola, lo uccide, e minaccia di uccidere altri ostaggi se John non si arrenderà, ma invano, continuando per l'intera notte nel tentativo di catturarlo. L'FBI assume il comando dell'intera operazione, mentre i criminali riescono a forzare l'apertura del caveau della Nakatomi e prelevare la smisurata cifra di denaro ivi contenuta.
Un giornalista senza scrupoli, Richard Thornberg, dopo aver identificato John ascoltando le varie comunicazioni via radio, si precipita a casa sua per intervistare i figli in diretta televisiva, praticamente rivelando così ai terroristi chi sia il loro ignoto avversario e, contemporaneamente, che la moglie di lui è loro ostaggio; nel mentre, il tetto minato da Gruber esplode, uccidendo gli agenti federali intervenuti con gli elicotteri nel tentativo di effettuare un blitz.
La situazione diventa quasi disperata ma John riesce a ingannare i malviventi rimasti facendosi credere disarmato ed infine li elimina, mentre Hans muore precipitando dal trentesimo piano; John mette così tutti in salvo, moglie compresa. Quest'ultima, appena fuori dall'edificio, in diretta televisiva sferra un pugno in faccia a Thornberg (che con incredibile cinismo pretendeva di intervistare John), coprendo così di ridicolo colui che aveva messo a repentaglio l'intera sua famiglia. Quando tutto sembra finito per il meglio compare Karl, il braccio destro di Gruber, che è ancora vivo e tenta di uccidere John e Holly, ma viene ucciso da Powell, che non sparava un colpo di pistola da quando per errore uccise un ragazzo. Infine, John e Holly riuniti si allontanano dalla scena.

## Produzione
Il film è basato sul romanzo thriller Nulla è eterno, Joe (Nothing Lasts Forever) scritto nel 1979 da Roderick Thorp; questi era il sequel di un altro romanzo di Thorp, The Detective del 1966, da cui nel 1968 era stato tratto a sua volta un adattamento per il grande schermo, Inchiesta pericolosa.
Bruce Willis fu la sesta scelta considerata per il ruolo di protagonista; prima di lui erano stati candidati Arnold Schwarzenegger, Charles Bronson, Sylvester Stallone, Burt Reynolds e Richard Gere. È stato inoltre Willis stesso a raccomandare l'attrice Bonnie Bedelia per il ruolo di Holly. Invece Anthony Peck, che qui interpreta un giovane poliziotto, rivestirà poi il ruolo di Ricky Walsh, capitano di McClane, nel terzo capitolo della saga, Die Hard - Duri a morire.
La musica nella scena in cui Al Powell uccide l'ultimo terrorista alla fine del film porta la firma di James Horner, ed è un brano inutilizzato originariamente composto per la battaglia finale tra Sigourney Weaver e la regina madre in Aliens - Scontro finale.
Inizialmente il titolo scelto per la versione italiana era A un passo dall'inferno (Trappola di cristallo); questo titolo italiano era già stato utilizzato nel 1966 per A un passo dall'inferno, e successivamente sarà utilizzato nel 1995 per un altro film d'azione, interpretato da Shannon Tweed e Robert Davi (quest'ultimo già nel cast di Trappola di cristallo), e dall'ambientazione molto simile.

## Distribuzione
Il film ha ottenuto un buon successo al botteghino, incassando più di 140 milioni di dollari, di cui 83 in patria e più di 57 all'estero, e lanciando definitivamente la carriera di Bruce Willis.
In Italia il film è stato successivamente distribuito in home video con il titolo Die Hard - Trappola di cristallo.

## Doppiaggio
- L'edizione italiana del film è stata diretta da Mario Maldesi.
- Nell'edizione tedesca, il nome del capo dei criminali non è Hans, ma Jack.

## Riconoscimenti
- 1989 - Premio Oscar
  - Nomination Miglior montaggio a Frank J. Urioste e John F. Link
  - Nomination Miglior sonoro a Don J. Bassman, Kevin F. Cleary, Richard Overton e Al Overton Jr.
  - Nomination Miglior montaggio sonoro a Stephen Hunter Flick e Richard Shorr
  - Nomination Migliori effetti speciali a Richard Edlund, Al Di Sarro, Brent Boates e Thaine Morris
- 1989 - Motion Picture Sound Editors
  - Miglior montaggio sonoro a Richard Shorr

## Altri media
Dalla saga di Die Hard sono stati tratti numerosi videogiochi, ma in particolare sono basati su questo primo film:
- Die Hard (1990) per Commodore 64 e MS-DOS
- Die Hard (1990) per PC Engine
- Die Hard (1991) per NES
- Die Hard: Nakatomi Plaza (2002) per Microsoft Windows

Nel 2019 è uscito il gioco da tavolo Die Hard: The Nakatomi Heist Board Game, con meccaniche di gioco asimmetriche (un giocatore controlla John McClane, gli altri uno o più terroristi).